# 한갑수 (언어학자)
한갑수(韓甲洙, 1913년 6월 26일~2004년 11월 21일)는 대한민국의 한글학자이다.
경기도 가평에서 태어나 일본 메이지 대학 법학부와 일본 중앙음악학교를 졸업하였다. 1941년 상명실천여학교 교사, 1946년 서울대 사범대 강사를 거쳐 음악대 교수, 1949년 한글 학회 이사를 역임하였다.  장교로 군복무중이던 1953년 미국 동성 훈장·을지 무공 훈장을 받았고 이듬해에는 미국 공군대지휘참모학교를 졸업하였다. 1957년 민의원 의장 비서실장·1965년 대한일보 전무, 5․16민족상 이사·1975년 민속음악 학회장·1982년 국가 제정 추진위원회 부위원장·1989년 서예가 연맹 총재를 역임하였다. 1972년·1975년 각각 국민투표지도 계몽연설회 연사·국민투표 계몽담당자로 활동하며 유신헌법 찬성을 독려하였다. 제5회 외솔상·제1회 방송문화상·금성 충무 무공 훈장을 받았다. 저서로 《원본 훈민정음 풀이》 《바른 말 고운 말 사전》 《태극기 해설》 《국어대사전》 등이 있다. 2004년 11월 21일 노환으로 사망했다. 향년 92세.

## 참고 문헌
- 이 문서에는 다음커뮤니케이션(현 카카오)에서 GFDL 또는 CC-SA 라이선스로 배포한 글로벌 세계대백과사전의 내용을 기초로 작성된 글이 포함되어 있습니다.